# Anomalie medie
Anomalia medie este unul dintre cei trei parametri unghiulari descriind mișcarea corpurilor pe orbite eliptice, relativ la poziție și timp pentru ele. Este legat de anomalia excentrică prin formula lui Kepler.  Anomalia medie se notează de obicei cu {\displaystyle M} și este dată de formula:
{\displaystyle M=n\,t={\sqrt {\frac {G(M_{\star }\!+\!m)}{a^{3}}}}\,t}
unde:
- {\displaystyle n} este mișcarea medie;
- {\displaystyle t} este timpul;
- {\displaystyle a} este semiaxa majoră ;
- {\displaystyle M_{\star }} și {\displaystyle m} sunt masele corpurilor;
- {\displaystyle G} este constanta gravitațională.

## Formula lui Kepler
{\displaystyle M=E-e\cdot \sin E}
E este anomalia excentrică, iar e excentricitatea conicei.

## Reprezentare schematică

În imaginea de alături, anomalia medie, notată cu M, este unghiul zcy.
Punctul y  este definit astfel încât sectorul de cerc zcy să aibă aceeași suprafață ca și sectorul elipsei zsp înmulțit cu factorul scării (care este egal cu raportul dintre axa mare și axa mică).